# Vanguard (videojuego)
Vanguard (ヴァンガード, Vangādo) es un videojuego de arcade de disparos con desplazamiento desarrollado por TOSE. Fue lanzado por SNK en Japón y Europa en 1981, y licenciado a Centuri para su fabricación en Norteamérica en octubre y a Zaccaria en Italia el mismo año. Cinematronics convirtió el juego a las máquinas arcade de cocteles en Norteamérica.
Vanguard es uno de los primeros juegos de disparos con desplazamiento forzado, después de Scramble y Super Cobra de principios de 1981 y lanzado el mismo mes que Cosmic Avenger. Al igual que Space Odyssey de Sega, también de 1981, hay secciones de desplazamiento horizontal y vertical; Vanguard agrega porciones con desplazamiento diagonal. El jugador vuela una nave a través de túneles para llegar a un jefe al final. La nave se controla con un joystick de 8 direcciones. Cuatro botones en forma de diamante permiten disparar en cuatro direcciones independientemente del movimiento de la nave.
Atari, Inc. lanzó un port para su consola Atari 2600 en 1982 y para la Atari 5200 en 1983. Vanguard II, una secuela arcade con vista de arriba, desplazamiento multidireccional y una jugabilidad similar a Time Pilot '84, permaneció en el anonimato.

## Trama
El Gond ha estado aterrorizando a las colonias espaciales cercanas con sus periódicas incursiones de destrucción. Ha llegado el momento de poner fin a su reinado de terror. El jugador ha sido seleccionado para pilotear una nave de combate avanzada con altas capacidades ofensivas y deberá ingresar a la cueva dentro del asteroide donde el Gond tiene su hogar y volar de manera segura a través de cada zona; la Zona de la Montaña, la Zona del Arco Iris, la Zona Estigia, la Zona de Rayas, la Zona Desolada y la Ciudad del Misterio (también conocida como la Última Zona) donde se rumorea que reside el Gond. El jugador debe eliminar al Gond y tener éxito en la misión. Si no tiene éxito, las colonias estarán condenadas.

## Jugabilidad
Vanguard es similar a Scramble, en el sentido de que el jugador controla una nave que avanza automáticamente a través de niveles que se desplazan. Tiene una cantidad limitada de combustible que se agota constantemente. A diferencia de Scramble, el combustible se repone destruyendo enemigos, por lo que quedarse sin combustible es menos común. Algunas partes de Vanguard se desplazan vertical, horizontal o diagonalmente.
La nave puede disparar láseres de forma independiente en cualquiera de las cuatro direcciones cardinales utilizando los cuatro botones. Volar hacia una cápsula de energía hará que la nave sea invulnerable por un corto periodo de tiempo, permitiendo destruir tanto a las naves enemigas como las paredes del túnel mediante embestidas.
El juego está dividido en dos túneles de varias zonas cada uno. El primer túnel consta de la Zona de la Montaña, la Zona del Arcoíris, la Zona Estigio, la Zona del Arcoíris 2, la Zona de las Rayas, la Zona del Arcoíris 3, la Zona Desolada y la Ciudad del Misterio/Última Zona. El segundo túnel consta de la Zona de la Montaña, la Zona de las Rayas, la Zona Estigio, la Zona del Arcoíris, la Zona Desolada y la Ciudad del Misterio/Última Zona. Al final de cada túnel, el jugador deberá derrotar a un jefe que está protegido por dos campos de fuerza móviles con agujeros.
Vanguard utiliza una serie de chips de sonido personalizados para producir voces digitalizadas y sonidos de sintetizador personalizados. El habla se utiliza para anunciar el nombre de la zona actual o la siguiente zona a la que se está a punto de ingresar, o las palabras «tenga cuidado» cuando un aumento de potencia está a punto de terminar. La música de fondo compuesta por Jerry Goldsmith para la película de ciencia ficción de 1979 Star Trek: The Motion Picture, utilizada más tarde para Star Trek: La nueva generación, se toma prestada como tema de introducción de Vanguard. El tema de Vultan (compuesto por Freddie Mercury de Queen) de la película de 1980 Flash Gordon se utiliza como efecto de sonido cuando se obtiene un aumento de potencia.

## Ports
Atari, Inc. lanzó ports de Vanguard para Atari 2600 en 1982 y Atari 5200 en 1983. La versión para Atari 2600 fue programada por Dave Payne.

## Recepción
Vanguard fue el videojuego de mayor recaudación en las listas de juegos de arcade de Play Meter en Estados Unidos en diciembre de 1981. La versión de Atari 2600 de Vanguard fue el 21.º cartucho de Atari más vendido de todos los tiempos.
La versión de Atari 2600 de Vanguard fue reseñada por la revista Video en su columna «Arcade Alley», donde se la describió como «una maravillosa traducción para juegos de arcade en casa» de la versión original de arcade. Los críticos comentaron que, en contraste con algunos de los otros esfuerzos menos exitosos de Atari con títulos con licencia, el «diseñador anónimo de Atari hizo simplificaciones elegantes en los gráficos» que evocan fielmente el aspecto y «la misma acción impresionante» del original. También se hizo notar el hecho de que esta versión de Vanguard marcó la primera vez que se ofreció una opción de juego continuo en un cartucho de juego.
La versión de Atari 5200 fue calificada como B+ por Raymond Dimetrosky de la revista Video Games Player, afirmando que es «muy divertida» pero tiene peores controles que la versión de Atari VCS. La versión 5200 fue premiada como «Mejor videojuego de ciencia ficción/fantasía de 1984» en la quinta edición anual de los premios Arkie, donde los jueces la describieron como «una extravagancia de tiroteos con desplazamiento» y elogiaron sus «gráficos excepcionales». La revista Computer Games Magazine reseñó las versiones de Atari, elogiando las versiones de Atari para computadora y VCS por su «gran acción de disparos» mientras afirmaba que la versión 5200 «se ve bien pero se juega mal».

## Legado
Vanguard fue seguido por una secuela de arcade menos exitosa en 1984, Vanguard II, que tiene una jugabilidad vista desde arriba de forma similar a Time Pilot '84. Game Machine incluyó la secuela en su número del 1 de mayo de 1984 como el 22.º juego de arcade más exitoso del mes.
El líder del culto NXIVM, Keith Raniere, quien disfrutó el juego, usó «Vanguard» como su título dentro de la organización.